# Catabolism

Diagramă în care sunt reprezentate și ciclul acidului citric și fosforilarea oxidativă.

Pentru procesul metabolic asemănător, vezi anabolism.
Catabolism (din grecescul κατά kata, „în jos” și βάλλειν ballein, „a arunca”) sau dezasimilația este procesul metabolic care transformă moleculele complexe ale unor substanțe energetice (lipide, proteine, glucide) în unele mai simple (care sunt ulterior eliminate) pentru producerea de energie.
Ca rezultat al catabolismului se obține energia necesară pentru anabolism și alte activități ale organismului (cum ar fi locomoția și reproducerea).
Catabolismul include reacții care implică descompunerea substratelor organice, în mod caracteristic descompunerea oxidativă, pentru a  furniza energie disponibilă chimic și/sau pentru a genera intermediari metabolici utilizați în reacții anabolice ulterioare. Catabolismul implică descompunerea moleculelor mari ( ca de exemplu polizaharide, lipide, acizi nucleici și proteine) în unități mai mici (respectiv în monozaharide, acizi grași, nucleotide și aminoacizi).